# Улица Боткина (Киев)
Улица Профессора Павловского — улица в Соломенском районе города Киева, местность Шулявка. Пролегает от Борщаговской до Политехнической улицы.

## История

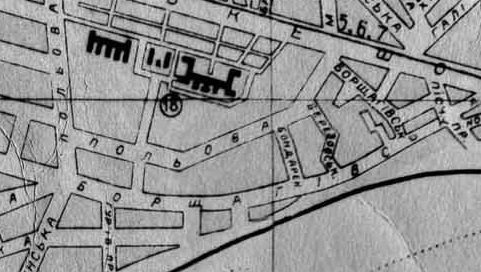
Бондаренков переулок и его окрестности на карте Киева 1935 года

Переулок возник в начале XX века. Сначала (на картах) это был тупик от Борщаговской улицы, позже переулок соединил улицы Борщаговскую и тогдашнюю Полевую (ныне эта часть ул. Полевой называется Политехническая). Переулок назывался Бондаренков, или Бондаренковский, однако параллельно использовали названия Бондарский переулок, Бондаренко, Бондаревский.
По повести Наталии Трощенко «История одной старухи», опубликованном в журнале «Нева» в 1991 году, переулок был назван по фамилии её прадеда — Григория Бондаренко, который в конце XIX века приобрёл земельный участок в деревне Шулява (в рассказе сообщается, что позднее село Шулява стало районом Шулявкой). Эта версия официально подтверждена в проекте постановления президиума Киевского городского совета 1937 года, в котором предлагалось предоставить переулку Бондаренков в Жовтневом районе название Сквирский переулок, поскольку старое название «происходит от фамилии бывшего кулака-землевладельца и домовладельца Бондаренко» .
В 1949 году Бондаренковский переулок переименован в Полевой, однако фактически новое название не использовалось. Современное название — с 1952 года , в честь российского врача-терапевта Сергея Боткина, открывателя «болезни Боткина ».
Бывшая застройка улицы состояла из одноэтажных частных зданий семьи Бондаренко, снесённых в 1986–1987 годах.
В июне 2022 года экспертная группа рекомендовала Киевскому городскому совету переименовать улицу Боткина и назвать в честь украинского хирурга, академика ВУАН Николая Волковича (1858–1928)[13]. В сентябре 2024 такое название получила бывшая улица Ивана Тургенева в Дарницком районе города.
Современное название в честь украинского профессора, народного депутата Украины, государственного деятеля и экономиста Михаила Павловского по решению Киевского городского совета - с 19 сентября 2024 [14].